# Guido van de Kamp
Guido van de Kamp (Sint-Michielsgestel, 8 februari 1964) is een voormalig Nederlands voetballer die als doelman speelde.
Van de Kamp begon zijn loopbaan bij FC Den Bosch waar hij debuteerde en tussen 1984 en begin 1991 reservedoelman achter Jan van Grinsven was. Hij werd verhuurd aan N.E.C. waarvoor hij in drie duels in actie kwam en reserve was achter Wilfried Brookhuis. In de zomer van 1991 ging hij naar Schotland waar hij eerst tot 1995 voor Dundee United speelde waarmee hij in 1994 de Scottish Cup won. Hierna speelde hij twee seizoenen voor Dunfermline Athletic waarmee hij in 1996 kampioen in de Scottish First Division werd. In 1997 speelde hij een maand op huurbasis in Noord-Ierland voor Glentoran. Aansluitend speelde hij tot 2001 voor Raith Rovers alvorens zijn loopbaan datzelfde jaar bij Alloa Athletic te besluiten.
Hij speelde nog bij zijn jeugdclub RKVV Sint-Michielsgestel waar hij later keeperstrainer werd. Dat was hij ook een periode bij FC Den Bosch en hij verliet in 2018 de organisatie van de club waar hij toen facilitair medewerker was. In 2015 werd hij opgenomen in de hall of fame van Dundee United. Hij was ook keeperstrainer bij RKDVC, HVCH en EVVC.